# Marathon van Milaan 2006
De Marathon van Milaan 2006 vond plaats op zondag 8 oktober 2006. Het was de zevende editie van deze marathon.
Bij de mannen won de Keniaan Benson Cherono in 2:07.58. Hij verbeterde hiermee het parcoursrecord. Bij de vrouwen was de Ethiopische Askale Tafa het snelst in 2:27.57.
In totaal finishten 2159 lopers de wedstrijd.

## Uitslagen
Mannen
| rang | naam                  | land | tijd    |
| ---- | --------------------- | ---- | ------- |
| 1    | Benson Cherono        | KEN  | 2:07.58 |
| 2    | Benson Barus          | KEN  | 2:08.33 |
| 3    | Joseph Ngeny          | KEN  | 2:09.26 |
| 4    | Frank Caldeira        | BRA  | 2:14.05 |
| 5    | Mezgebu Assefa        | ETH  | 2:15.16 |
| 6    | Kebebew Melakew       | ETH  | 2:16.01 |
| 7    | Ahmed Nasef           | MAR  | 2:16.53 |
| 8    | Paolo Battelli        | ITA  | 2:20.57 |
| 9    | Benjamin Serem        | KEN  | 2:22.36 |
| 10   | Constantino Simonetta | ITA  | 2:29.35 |

Vrouwen
| rang | naam               | land | tijd    |
| ---- | ------------------ | ---- | ------- |
| 1    | Askale Tafa        | ETH  | 2:27.57 |
| 2    | Hellen Kimutai     | KEN  | 2:28.51 |
| 3    | Anne Kosgei        | KEN  | 2:32.54 |
| 4    | Fridah Lodpa       | KEN  | 2:42.45 |
| 5    | Leila Bougiba      | ITA  | 2:54.31 |
| 6    | Elisabetta Zanetti | ITA  | 3:01.10 |
| 7    | Nicola Roberts     | ITA  | 3:07.20 |
| 8    | Daniela Fiumara    | ITA  | 3:14.53 |
| 9    | Flora Barlassini   | ITA  | 3:15.34 |
| 10   | Lucia Vellata      | ITA  | 3:16.41 |

2000 ·
2001 ·
2002 ·
2003 ·
2004 ·
2005 ·
2006 ·
2007 ·
2008 ·
2009 ·
2010 ·
2011 ·
2012 ·
2013 ·
2014 ·
2015 ·
2016 ·
2017